# Seth Meribre
Seth Meribre là vị pharaon thứ 24 thuộc Vương triều thứ 13 trong Thời kỳ Chuyển tiếp thứ Hai. Seth Meribre đã trị vì từ Memphis, triều đại của ông kết thúc vào năm 1749 TCN hoặc khoảng năm 1700 TCN. Độ dài triều đại của ông không được biết chắc chắn; nhà Ai Cập học Kim Ryholt đề xuất rằng ông đã trị vì trong một thời gian ngắn, chắc chắn ít hơn 10 năm.

## Chứng thực
Seth Meribre chỉ được chứng thực chắc chắn trên cuộn giấy cói Turin, cột thứ 7, hàng thứ 23 (Alan Gardiner và Jürgen von Beckerath: cột thứ 6 hàng thứ 23). Ryholt đề xuất rằng tấm bia JE35256, phát hiện tại Abydos và ngày nay nằm tại Bảo tàng Ai Cập, ban đầu được khắc cùng với tên nomen, prenomen và tên Horus của Seth Meribre. Tấm bia này, mang một niên đại Năm 4, sau này đã bị chiếm đoạt bởi Neferhotep I. Trước kia, nhà sử học Anthony Leahy lập luận rằng tấm bia này được Wegaf dựng nên thay vì là Seth Meribre, một quan điểm được chia sẻ bởi Darrell Baker. Tại Medamud, phía bắc của Luxor đã phát hiện nhiều công trình đổ nát và các tàn tích kiến trúc mà có thể đã được xây dựng bởi Seth Meribre nhưng sau đó đã bị vị vua kế vị ông là Sobekhotep III chiếm đoạt.
Jürgen von Beckerath tin rằng Seth Meribre có thể được đồng nhất với một vị vua được đề cập tới trong bảng phả hệ của vị tư tế Memphis là Ankhefensekhmet thuộc về vương triều thứ 22 sau này. Vị vua này mang tên "Aaqen", nghĩa đen là Con lừa khỏe mạnh. Von Beckerath đề xuất rằng điều này nhắc đến Seth Meribre và rằng tên gọi này ban đầu là "Sethqen", có nghĩa là Seth khỏe mạnh . Thực vậy, bởi vì vị thần Seth đã bị loại bỏ dưới thời vương triều thứ 22, chữ tượng hình của linh vật thần Seth đã bị thay thế bởi chữ tượng hình của con lừa, tạo ra "Aaqen".

## Vị trí trong biên niên sử và độ dài triều đại
Các nhà Ai Cập học Darrell Baker và Kim Ryholt đặt Seth Meribre là vị vua thứ 24 thuộc vương triều thứ 13, trong khi Jürgen von Beckerath xem ông như là vị vua thứ 20. Tuy nhiên, các tác giả này đồng thuận rằng Seth Meribre có thể đã chiếm đoạt ngai vàng của vị tiên vương, Sehetepkare Intef.
Khoảng thời gian của triều đại Seth Meribre đã bị mất trong một chỗ khuyết của cuộn giấy cói Turin, ngoại trừ đoạn cuối "... [và] 6 ngày". Kim Ryholt đưa ra tổng thời gian 10 năm cho các triều đại kết hợp của Imyremeshaw, Sehetepkare Intef và Seth Meribre. Hơn nữa, theo Cuộn giấy cói Boulaq 18, có nhiều lý do để tin rằng hoặc là Imyremeshaw hoặc Sehetepkare Intef đã cai trị hơn 5 năm, do đó để lại ít hơn 5 năm dành cho Seth Meribre.